# Петропавловская операция
Петропавловская операция (тобольско-петропавловская операция) (20 августа — 3 ноября 1919) — сражение Рабоче-крестьянской Красной армии и Русской армии за Западную Сибирь. В ходе операции РККА заняла Тобольск и Петропавловск, Русская армия отступила к Омску.

## Первое наступление Восточного фронта РККА
5-й армии РККА под командованием M. H. Тухачевского (34 800 штыков и сабель, 76 орудий, 479 пулемётов) противостояли 3-я армия белых под командованием К. В. Сахарова и Сибирский казачий корпус (ок. 23 800 штыков и сабель, 122 орудия, 356 пулемётов).
На ишимско-тобольском направлении против 3-й армии РККА под командованием С. А. Меженинова (ок. 26 000 штыков и сабель, 95 орудий, 602 пулемётов) действовали 1-я и 2-я армии белых (33 700 штыков и сабель, 117 орудий, 410 пулемётов).
20 августа красные войска форсировали р. Тобол. За 10 дней боёв они продвинулись на 130—180 км. 5-й армии РККА до Петропавловска оставалось всего около 70 км, но белогвардейцы ввели резервы и перешли в контрнаступление.

## Контрнаступление Восточного фронта Русской армии
См. Тобольская операция
2 сентября охватывающими ударами 3-й армии Русской армии с юга, а 2-й и 1-й армий с севера они стремились окружить и уничтожить 5-ю армию РККА. Наступательная операция красных войск превратилась в оборонительную. В течение сентября в тяжёлых оборонительных боях с превосходящими силами противника войска 5-й армии РККА сорвали план белых. Нанеся им крупные потери (свыше 15 000 человек) отошли за Тобол.
3-я армия РККА до 14 сентября пыталась обороняться, но 2 октября вернулась на исходный рубеж, оставив Тобольск.

## Второе наступление Восточного фронта РККА
К середине октября советское командование, пополнив из резерва войска Восточного фронта, довела их численность до 67 тыс. штыков и сабель (против 61 тыс. у противника), подтянула тылы, перегруппировала силы. После оперативной паузы (2 — 14 октября) было начато повторное наступление в направлениях Тобольска и Петропавловска. К началу ноября на фронте свыше 400 км колчаковцы были разгромлены (потери в живой силе составили до 50 %), части РККА заняли значительную часть Западной Сибири и вышли на рубеж реки Ишим. Деморализованные белые войска начали отступление на восток. 14 ноября ими практически без боя был оставлен город Омск — бывшая столица Верховного правителя адмирала А. В. Колчака (см. Омская операция).

## Источник
- Петропавловская операция. На сайте «Хронос».
- [militera.lib.ru/bio/bluher_vv/index.html Блюхер Василий Васильевич. По военным дорогам отца. Свердловск: Сред.-Урал. кн. изд-во, 1984]